# Tarao
Tarao è l'eroe personaggio di una serie a fumetti, scritta da Roger Lécureux e disegnata da Raphaël Marcello, apparsa per la prima volta nel numero di settembre 1982  nella rivista per ragazzi di Éditions Vaillant Pif Gadget (Vaillant n. 1941).
Questa serie è composta da 38 episodi di circa dieci tavole ciascuno. La pubblicazione è stata molto distanziata nel tempo perché l'ultimo episodio è apparso solo nel 1990, 8 anni dopo il primo. Nel 2005  è nuovamente in edicola con la rivista Hop!.  Tarao è stato pubblicato anche con l'editore Le Taupinambour dal 2010 in raccolte di album cartonati di 6 episodi.
Le storie di Tarao sono state pubblicate in Italia sul settimanale Più, dell'Editoriale Domus.

## Riepilogo
Tarao è un bambino di 12 anni che vive da solo nella preistoria. All'età di 9 anni, soffre di amnesia e viaggia per il mondo alla ricerca di altre "scimmie dalla pelle liscia". Negli ultimi tre episodi si scopre che Tarao non è altro che il figlio di Rahan.

## Pubblicazioni

### Periodici
1. Le Fils du Soleil (Pif Gadget no 703)
2. L’Impossible Poursuite (Pif Gadget no 706)
3. Le Piège de la rivière (Pif Gadget no 710)
4. Gora-Ka le terrifiant (Pif Gadget no 712)
5. Les Briseurs d’os (Pif Gadget no 716)
6. Le Secret des singes-qui-parlent (Pif Gadget no 721)
7. Le ciel est mort (Pif Gadget no 727)
8. Le Dernier Homme (Pif Gadget no 731)
9. Le Monstre du “Monde Bleu” (Pif Gadget no 734)
10. Le Gouffre du passé (Pif Gadget no 736)
11. La Plage de la peur (Pif Gadget no 738)
12. Tarao découvre enfin les Hommes (Pif Gadget no 741)
13. La Falaise de la mort (Pif Gadget no 745)
14. Les Cheveux au menton (Pif Gadget no 749)
15. Le Démon de cendres (Pif Gadget no 753)
16. Le Tombeau de granit (Pif Gadget no 758)
17. La Rencontre (Pif Gadget no 762)
18. Kaoka le géant (Pif Gadget no 766)
19. Le Bon et les Mauvais (Pif Gadget no 769)
20. Démon ou petit d’homme ? (Pif Gadget no 772)
21. Le Silence des ombres (Pif Gadget no 778)
22. Deux têtes de trop (Pif Gadget no 782)
23. Les Profanateurs (Pif Gadget no 787)
24. La Fille du marais (Pif Gadget no 792)
25. Le Clan des valheureux (Pif Gadget no 808)
26. Les Tueurs de morts (Pif Gadget no 813)
27. Les Éclairs et les Ombres (Pif Gadget no 818)
28. Pour une goutte de sang (Pif Gadget no 828)
29. La Piste du passé (Pif Gadget no 845)
30. La Montagne fendue (Pif Gadget no 857)
31. La Fureur des ombres (Pif Gadget no 876)
32. Ceux qui voulaient tuer le Soleil (Pif Gadget no 896)
33. Le Menhir de l’épouvante (Pif Gadget no 909)
34. Les Chasseurs à dix mains (Pif Gadget no 957)
35. Le Cauchemar de Tarao (Pif Gadget no 1103)
36. Le Peuple des enfants guerriers, partie 1 (Pif Gadget no 1112)
37. Le Peuple des enfants guerriers, partie 2 (Pif Gadget no 1113)
38. Le Peuple des enfants guerriers, partie 3 (Pif Gadget no 1114)

### Album
- Editions du Taupinambour[5]
- Tarao - L'enfant sauvage Tomo 1[6]
- Tarao - L'enfant sauvage Tomo 2[7]
- Tarao - L'enfant sauvage Tomo 3[8]
- Tarao - L'enfant sauvage Tomo 4[9]
- Tarao - L'enfant sauvage Tomo 5[10]
- Tarao - L'enfant sauvage Tomo 6[11]